# Lex Hohenlohe
Die Lex Hohenlohe ist ein auf Reichskanzler Fürst Hohenlohe zurückgehendes verfassungsergänzendes Reichsgesetz von 1899 zur Aufhebung der die Vereins- und Versammlungsfreiheit betreffenden Verbindungsverbote.
Das Gesetz hieß eigentlich Gesetz betreffend das Vereinswesen und war vom 11. Dezember 1899 (RGBl. S. 699). Der Inhalt seines einzigen Artikels war:
„Inländische Vereine jeder Art dürfen miteinander in Verbindung treten. Entgegenstehende landesgesetzliche Bestimmungen sind aufgehoben.“
Die bis dahin auf Landesebene geltenden restriktiven Gesetze hatten insbesondere auf die Unterbindung der Vereinigung politischer Parteien – welche auch heute noch traditionell als Vereine organisiert sind – abgezielt. Daneben bestand noch aus der Reaktionsära des Deutschen Bundes der Bundesbeschluß über Maßregeln zur Aufrechterhaltung der gesetzlichen Ordnung und Ruhe im Deutschen Bunde, insbesondere das Vereinswesen betreffend vom 13. Juli 1854, welches überörtliche Vereinszusammenschlüsse verbot.
Ernst Rudolf Huber bezeichnete die Lex Hohenlohe als „Fundament des seitdem vollentwickelten Parteienrechts des deutschen konstitutionellen Verfassungsstaats“.